# Wapen van Lippe
Het wapen van Lippe is het symbool van de hoogadelijke familie Lippe en de landen Lippe en Schaumburg-Lippe.

Vorstendom Lippe
Vorstendom Schaumburg-Lippe

## Stamwapen
Het wapen bestaat uit een rode roos met goud omzoomd in een zilveren veld.

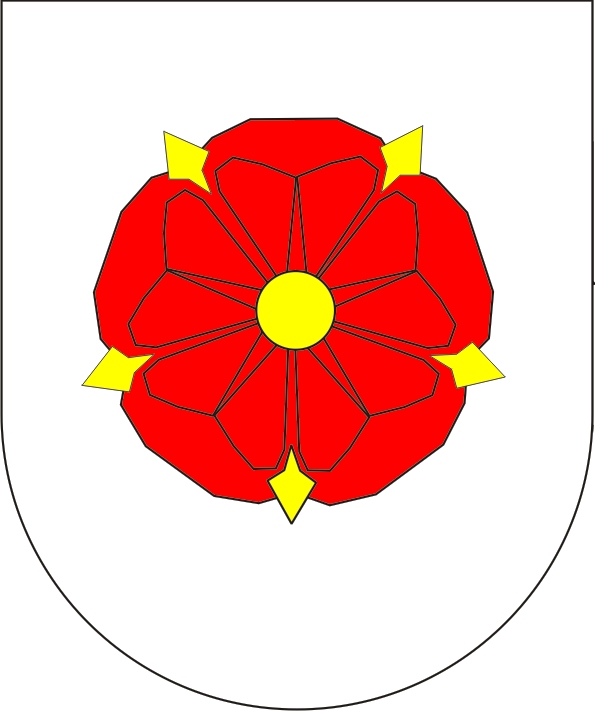
Edele heren van Lippe

## Combinatie met wapen Schwalenberg

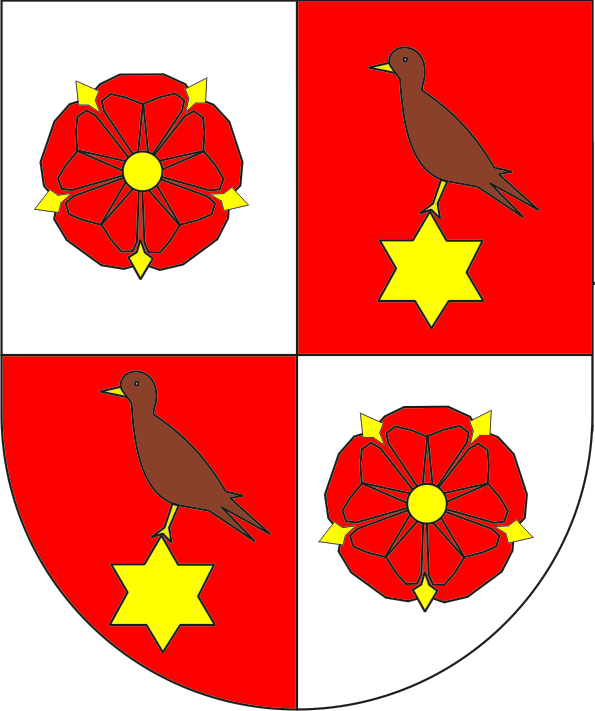
Lippe van 1528 tot 1687
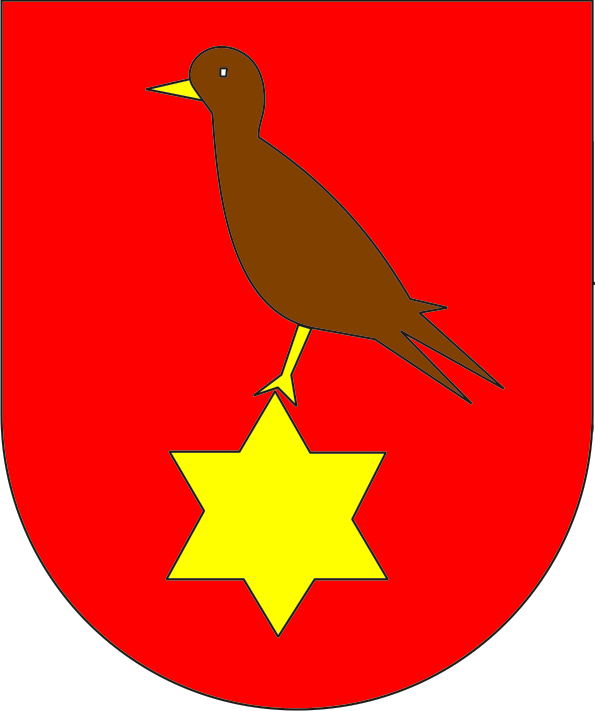
Graafschap Schwalenberg

In 1325 en 1358 werden delen van het graafschap Schwalenberg verworven. Na 1528 werd het wapen opgenomen in het wapen van Lippe.

## De successie in Schaumburg

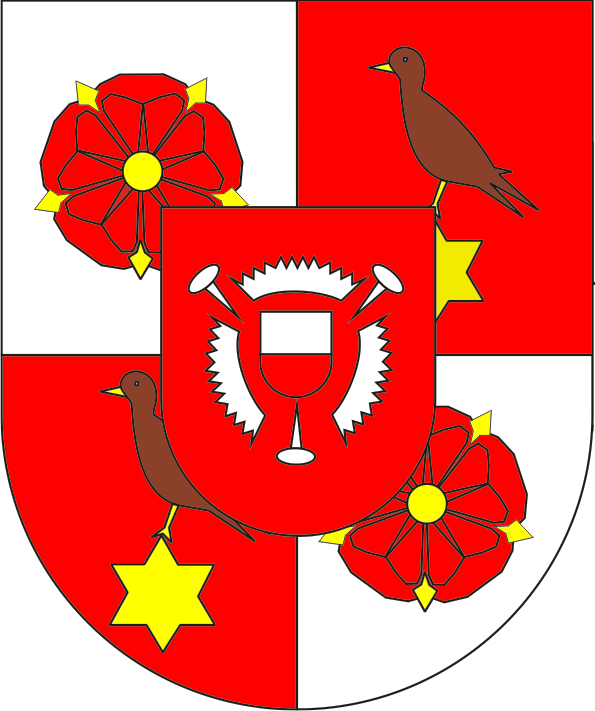
Schaumburg-Lippe
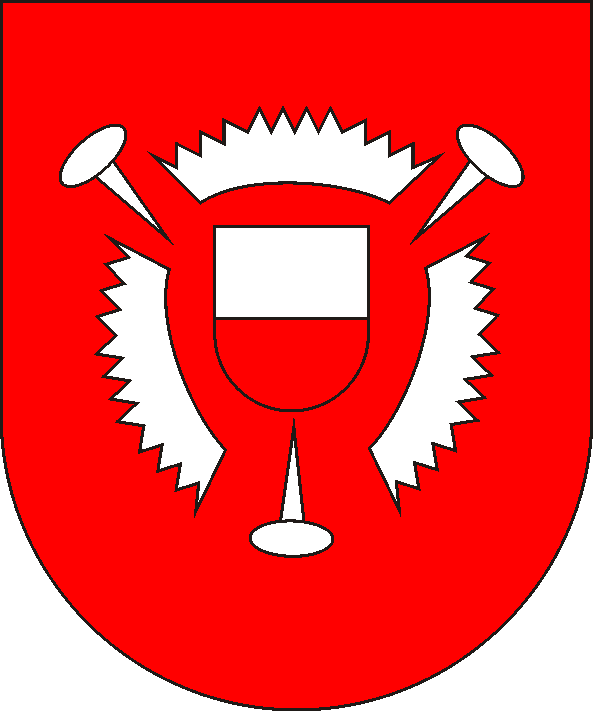
Graafschap Schaumburg

Na het uitsterven van de graven van Schaumburg in 1640 werd hun graafschap in 1648 in de Eestfaalse Vrede verdeeld. Een deel kwam aan Hessen-Kassel en een deel aan een jongere tak van het huis Lippe. Het wapen van Schaumburg is verwant aan het wapen van Holstein, omdat het huis Schaumburg tot 1459 ook in Holstein regeerde.

## De successie in Vianen

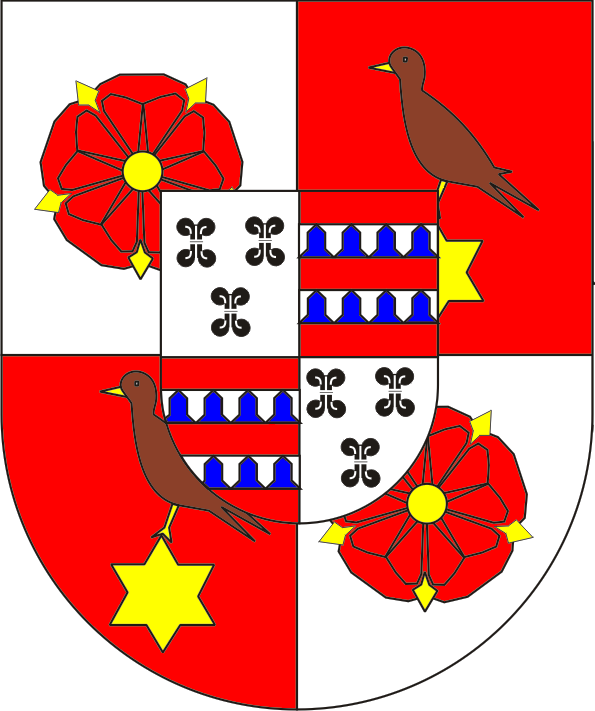
Lippe van 1687 tot 1798
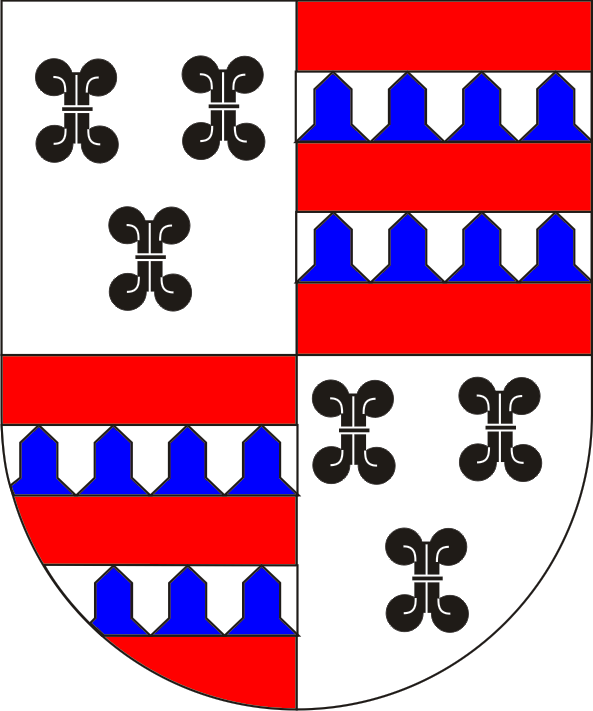
Graafschap Vianen
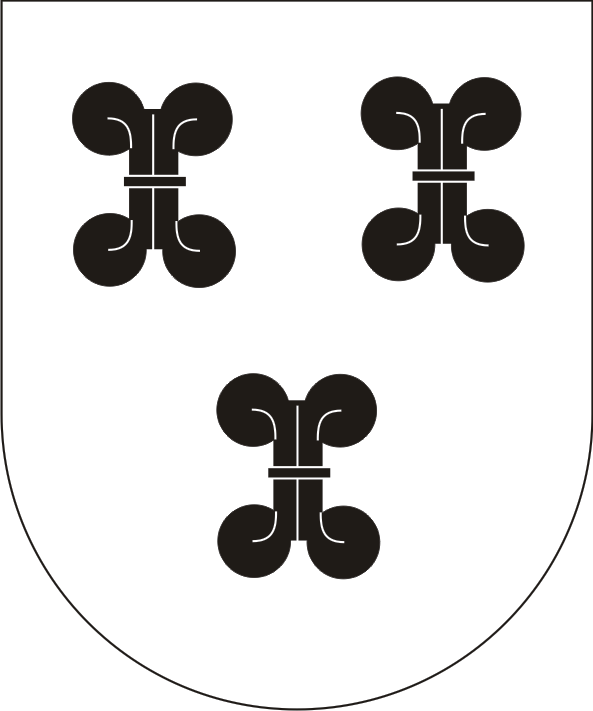
Vianen
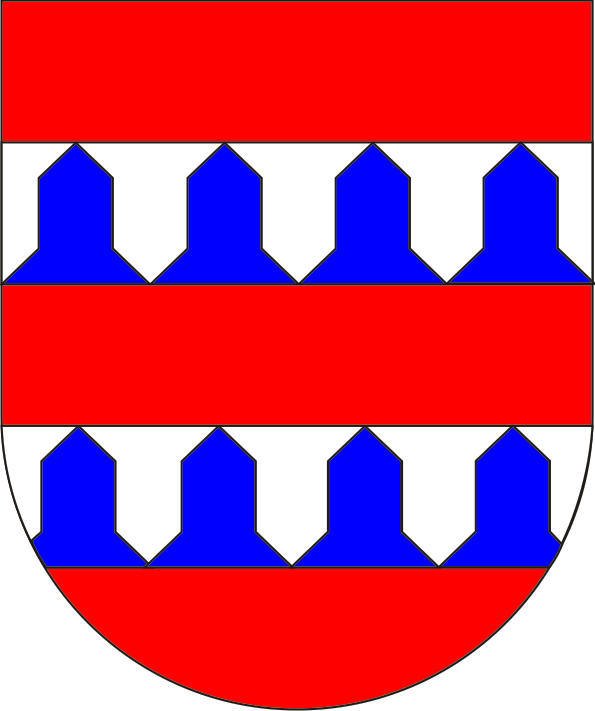
Ameide

In 1687 werd het graafschap Vianen verworven ten gevolge van het huwelijk van Simon Hendrik van Lippe met Amalia, burggravin van Dohna. Het graafschap werd in 1725 verkocht aan de staten van Holland, maar de graven van Lippe bleven de tiels en wapens voeren.

## Het wapen van 1798

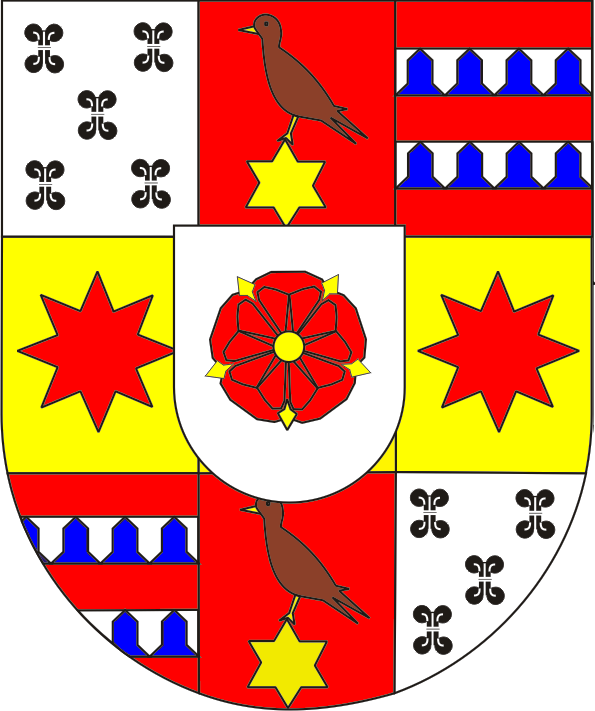
Lippe na 1798
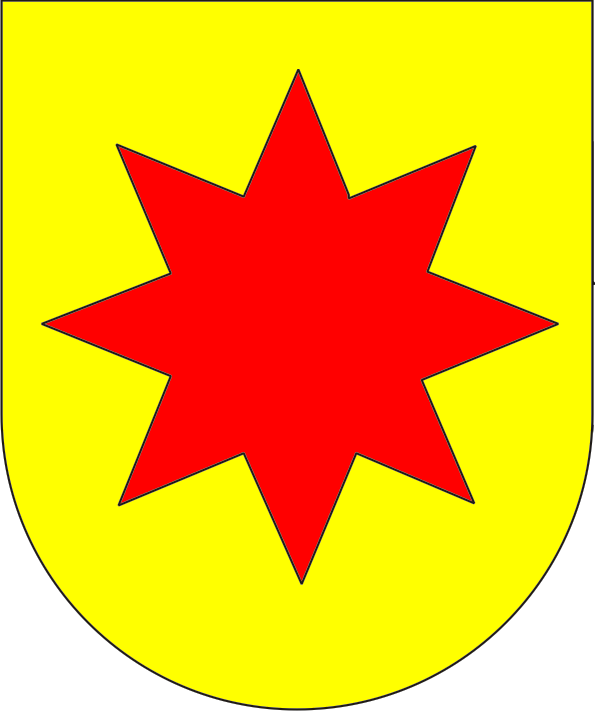
Graafschap Sternberg

In 1798 werd in het wapen van Lippe een veld voor het graafschap Sternberg opgenomen. Dit graafschap was in de middeleeuwen verbonden met het graafschap Schaumburg en was deel van de erfenis van 1648. Pas in 1788 kwam er een vergelijk met het prinsbisdom Paderborn tot stand over de status van het gebied.